# Real Cartagena
Corporación Deportiva Real Cartagena, powszechnie znany jako Real Cartagena, jest kolumbijskim klubem z siedzibą w mieście Cartagena. Klub założony został w 1971 roku i rozgrywa swoje mecze domowe na stadionie Estadio Pedro de Heredia mogącym pomieścić około 14000 widzów.

## Osiągnięcia

### Krajowe
- Categoría Primera A

| zwycięstwo (0):     | –        |
| drugie miejsce (1): | 2005 (F) |